# 라카 (술)
라카(핀란드어: lakka) 또는 라카리쾨리(핀란드어: lakkalikööri ‘진들딸기 리큐어’)는 진들딸기로 맛을 낸 리큐어이다.
진들딸기 열매를 술에 2~6개월 간 달달해질 때까지 담궈서 만든다. Chymos와 Lapponia라는 브랜드가 있으며, 둘 다 앱솔루트 보드카로 알려진 스웨덴 기업 V&S 그룹이 판매한다.